# Литуева, Валентина Михайловна
Валентина Михайловна Литуева (в девичестве Богданова; 28 февраля 1930, Ленинград — 4 апреля 2008) — советская прыгунья в длину, чемпионка и призёр чемпионатов СССР и Европы, участница летних Олимпийских игр 1952 года в Хельсинки, мастер спорта СССР международного класса (1965). Тренер.

## Биография
На Олимпиаде прошла квалификационный отбор с результатом 5,51 м. В финальной стадии показала результат 5,65 м и заняла 11-е место.
Выпускница ГДОИФК имени П. Ф. Лесгафта. Работала тренером в ЦСКА (Москва).
Муж — Юрий Литуев, специализировался в барьерном беге и беге на короткие дистанции. Чемпион и призёр чемпионатов СССР, серебряный призёр Олимпиады 1952 года в Хельсинки.
Похоронена на Кузьминском кладбище в Москве.

## Выступления на чемпионатах СССР
- Чемпионат СССР по лёгкой атлетике 1949 года:
  - Прыжок в длину —  (5,72);
- Чемпионат СССР по лёгкой атлетике 1950 года:
  - Прыжок в длину —  (5,63);
- Чемпионат СССР по лёгкой атлетике 1952 года:
  - Прыжок в длину —  (5,98);
- Чемпионат СССР по лёгкой атлетике 1954 года:
  - Прыжок в длину —  (5,93);
- Чемпионат СССР по лёгкой атлетике 1958 года:
  - Прыжок в длину —  (6,00);